# Nizamettin Taş
Nizamettin Taş (nascut el 1961), també conegut com a Botan Rojhilat, fou un dels més antics comandants militars del PKK. Nasqué a Varto, Turquia, s'uní al PKK el 1986 i esdevingué el comandant militar de l'organització el 1995. Va encapçalar l'Exèrcit Popular d'Alliberament del Kurdistan, l'ala militar del PKK i fou membre del Comitè Central del PKK. També formà part del Consell de la Presidència del PKK. Quan Abdullah Öcalan fou arrestat el 1998, donà suport a Cemil Bayık contra el germà d'Abdullah Öcalan, Osman Öcalan. Abandonà el PKK a principis del 2000, quan rebutjà la violència i formà el Partit Patriòtic Democràtic del Kurdistan (PWD) i sovint critica els líders del PKK. Actualment viu al Kurdistan Iraquià.